# Merry Christmas (альбом)
Merry Christmas — четвёртый студийный альбом американской певицы и автора песен Мэрайи Кэри и её первый рождественский альбом. Выпущенный лейблом Columbia Records 28 октября 1994 года, на пике начального периода карьеры Кэри, между Music Box (1993) и Daydream (1995), альбом содержит кавер-версии популярных рождественских песен в дополнение к оригинальному материалу. Кэри работала с Уолтером Афанасьеффом, с которым она написала все оригинальные треки, а также продюсировала интерпретации Кэри кавер-материала. С альбома было выпущено три сингла, из которых «All I Want for Christmas Is You» стал одним из самых продаваемых синглов всех времён и самым продаваемым рождественским рингтоном в США.
Критическая реакция на современную рождественскую тему альбома была неоднозначной. Некоторые музыкальные критики похвалили вокал «в стиле госпел и соул» и даже назвали его «лучшей записью Кэри» на сегодняшний день. Переиздававшийся несколько раз в разных форматах с момента своего дебюта, альбом был продан тиражом 5,7 миллионов копий в США по состоянию на декабрь 2019 года и был сертифицирован Американской ассоциацией звукозаписывающих компаний как девять раз платиновый. На международном уровне он достиг первого места в Японии, Латвии и Литве. Он вошёл в десятку лучших ещё в 18 странах, включая Австралию, Канаду, Германию, Нидерланды, Новую Зеландию, Швецию, Швейцарию и США. По состоянию на 2024 год Merry Christmas был продан тиражом 18 миллионов копий по всему миру и является одним из самых продаваемых рождественских альбомов в мировой истории.

## Отзывы критиков
Альбом получил множество положительных отзывов от музыкальных критиков.

## Список композиций
| №   | Название                                                    | Автор(ы)                                                       | Продюсер(ы)                      | Длительность |
| --- | ----------------------------------------------------------- | -------------------------------------------------------------- | -------------------------------- | ------------ |
| 1.  | «Silent Night»                                              | Franz Xaver Gruber                                             | Mariah Carey, Loris Holland      | 3:41         |
| 2.  | «All I Want for Christmas Is You»                           | Carey                                                          | Walter Afanasieff, Carey         | 4:01         |
| 3.  | «O Holy Night»                                              | Adolphe Adam                                                   | Afanasieff, Carey                | 4:27         |
| 4.  | «Christmas (Baby Please Come Home)»                         | Phil Spector, Jeff Barry, Ellie Greenwich                      | Afanasieff, Carey                | 2:36         |
| 5.  | «Miss You Most (At Christmas Time)»                         | Carey, Afanasieff                                              | Afanasieff, Carey                | 4:32         |
| 6.  | «Joy to the World»                                          | Traditional                                                    | Afanasieff, Carey                | 4:20         |
| 7.  | «Jesus Born on This Day»                                    | Carey, Afanasieff                                              | Afanasieff, Carey                | 3:43         |
| 8.  | «Santa Claus Is Comin' to Town»                             | John Frederick Coots, Haven Gillespie                          | Afanasieff, Carey                | 3:24         |
| 9.  | «Hark! The Herald Angels Sing» / «Gloria (In Excelsis Deo)» | Felix Mendelssohn adapted by William H. Cummings / Traditional | Afanasieff, Carey, Holland (co.) | 3:00         |
| 10. | «Jesus Oh What a Wonderful Child»                           | Traditional                                                    | Afanasieff, Carey, Holland (co.) | 4:29         |
| 11. | «God Rest Ye Merry, Gentleman»                              | Traditional                                                    | Afanasieff, Carey                | 1:18         |

## Над альбомом работали
- Мэрайя Кэри — вокал, бэк-вокал
- Уолтер Афанасьефф — клавишные, дополнительные клавишные, синтезаторы
- Лорис Холланд[англ.] — синтезаторы, клавишные, программирование ударных
- Марк С. Руни — бэк-вокал
- Синди Мизелл — бэк-вокал
- Мелони Дэниелс — бэк-вокал
- Келли Прайс[англ.] — бэк-вокал
- Шанра Прайс — бэк-вокал

## Чарты и сертификации

### Чарты
| Чарт (1994)                          | Высшая позиция |
| ------------------------------------ | -------------- |
| Australian Albums Chart              | 2              |
| Austrian Albums Chart                | 4              |
| Belgian Albums Chart                 | 5              |
| Canadian Albums Chart                | 21             |
| Danish Albums Chart                  | 4              |
| Dutch Albums Chart                   | 4              |
| European Albums Chart                | 9              |
| German Albums Chart                  | 15             |
| Greek Albums Chart                   | 37             |
| Hungarian Albums Chart               | 15             |
| Italian Albums Chart                 | 3              |
| Japanese Albums Chart                | 1              |
| New Zealand Albums Chart             | 10             |
| Norwegian Albums Chart               | 11             |
| Portuguese Albums Chart              | 9              |
| Spanish Albums Chart                 | 26             |
| Swedish Albums Chart                 | 4              |
| Swiss Albums Chart                   | 4              |
| UK Albums Chart                      | 32             |
| US Billboard 200                     | 3              |
| US Billboard R&B/Hip hop Albums      | 4              |
| US Billboard Holiday Albums          | 1              |
| Чарт (2013)                          | Высшая позиция |
| Австралия (ARIA)                     | 28             |
| Australian Catalogue Albums (ARIA)   | 4              |
| Canadian Catalog Albums (Billboard)  | 22             |
| Italian Albums (FIMI)                | 47             |
| Великобритания (UK R&B Albums Chart) | 20             |
| США (Billboard 200)                  | 49             |
| США (Billboard Top Catalog Albums)   | 8              |

## Сертификации и продажи
| Регион | Сертификация  | Продажи    |
| --- | ------------- | ---------- |
| Австралия (ARIA) | 6× Платиновый | 420 000^   |
| Австрия (IFPI Austria) | Золотой       | 25 000*    |
| Канада (Music Canada) | 3× Платиновый | 300 000    |
| Дания (IFPI Danmark) | 3× Платиновый | 60 000     |
| Германия (BVMI) | Золотой       | 250 000^   |
| Италия · 1994-1995 sales | —             | 200,000    |
| Италия (FIMI) · sales since 2009 | 2× Платиновый | 100 000    |
| Япония (RIAJ) | 2× Миллионный | 2,800,000  |
| Нидерланды (NVPI) | Платиновый    | 100 000^   |
| Новая Зеландия (RMNZ) | 2× Платиновый | 30 000^    |
| Норвегия (IFPI Norway) | 3× Платиновый | 60 000*    |
| Сингапур (RIAS) | Платиновый    | 10 000*    |
| Республика Корея | —             | 523,503    |
| Швейцария (IFPI Switzerland) | Золотой       | 25 000^    |
| Великобритания (BPI) | Платиновый    | 320,000    |
| США (RIAA) | 8× Платиновый | 8 000 000  |
| Итого |               |            |
| Европа (IFPI) | Платиновый    | 1 000 000* |
| Мир | —             | 15,000,000 |
| * Данные о продажах приведены только на основе сертификации. · ^ Данные о тиражах приведены только на основе сертификации. · Данные о продажах + прослушиваниях приведены только на основе сертификации. |               |            |